# شاين بيترسون
شاين بيترسون (بالإنجليزية: Shane Peterson)‏ هو لاعب كرة قاعدة أمريكي، ولد في 11 فبراير 1988 في تيميكولا في الولايات المتحدة.

## وصلات خارجية
- شاين بيترسون على موقع دوري كرة القاعدة الرئيسي (الإنجليزية)
- شاين بيترسون على موقعبيزبول رفرنس.كوم (الدوري الرئيسي) (الإنجليزية)
- شاين بيترسون على موقعبيزبول رفرنس.كوم (الدوري الثانوي) (الإنجليزية)
- شاين بيترسون على موقع إي إس بي إن.كوم (أم.أل.بي) (الإنجليزية)
- شاين بيترسون على موقع مشجعي الرسوم البيانية (الإنجليزية)